# Jeroni Granell i Mundet

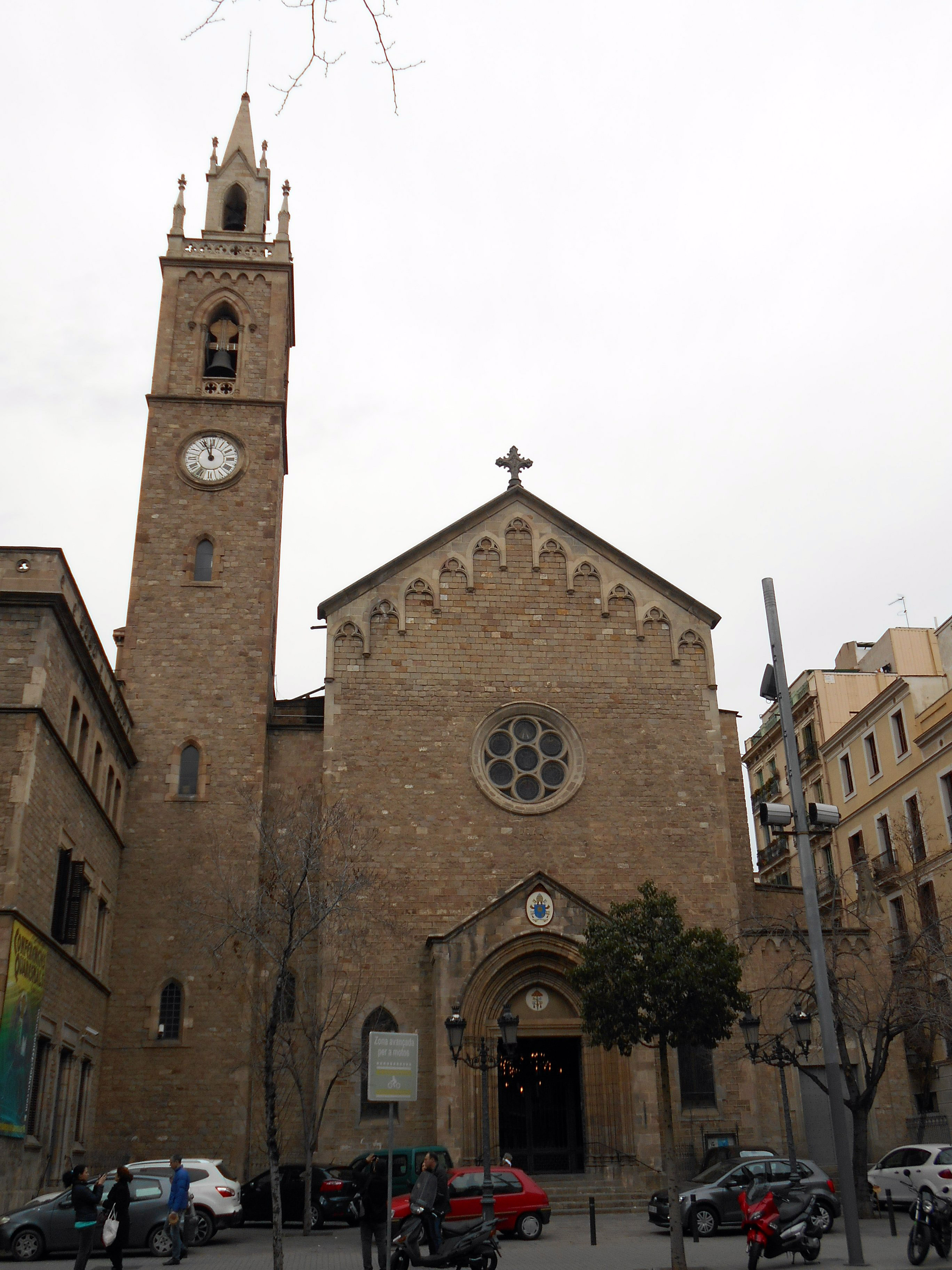
Basílica de la Purísima Concepción y Asunción de Nuestra Señora (1871-1888), de Jeroni Granell i Mundet.

Jeroni Granell i Mundet (Barcelona, 1834 - 1889), fue un maestro de obras barcelonés titulado el 1854, artesano y decorador. Fue presidente del centro de Maestros de Obras entre 1879 y 1882.
Su obra pasó por diferentes estilos como el medievalismo, el eclecticismo o modernismo catalán, pero es dentro del eclecticismo donde realizó la mayor parte de su obra.
Fue padre del arquitecto Jeroni Ferran Granell i Manresa.

## Obras destacadas
- Edificio de exposiciones de arte de la Gran Vía, Barcelona, 1869.
- Basílica de la Purísima Concepción y Asunción de Nuestra Señora, Barcelona (1868).

No conservado.
- Biblioteca Museo Víctor Balaguer, Villanueva y Geltrú, 1882 - 1884.
- Hospital de Oliver, Alcoy, 1868 - 1877.

- Datos: Q11033074
- Multimedia: Jeroni Granell i Mundet / Q11033074